# Вітамін A
Вітамін А — група близьких за хімічною будовою речовин, яка включає ретиноїди: ретинол (вітамін A1, аксерофтол), дегідроретинол (вітамін А2), ретиналь (ретинен, альдегід вітаміну A1), ретиноєву кислоту і кілька провітамінів — каротиноїдів, серед яких найважливішим є β-каротин. Ретиноїди містяться в продуктах тваринного походження, а каротиноїди — у рослинних продуктах. Усі ці речовини добре розчиняються в неполярних органічних розчинниках і погано розчиняються у воді. Депонуються в печінці, здатні накопичуватися в тканинах. У разі передозування ретиноїдами може виникнути токсичність.
Вітамін було відкрито 1913 року. 1931 року було описано його структуру, а 1937 року його вдалося кристалізувати.
В організмі людини й тварин має багато біохімічно важливих функцій. Ретиналь є компонентом родопсину — основного зорового пігменту. У формі ретиноєвої кислоти він стимулює ріст і розвиток. Ретинол є структурним компонентом клітинних мембран. Забезпечує антиоксидантний захист організму.
У разі нестачі вітаміну А погіршується зір, розвиваються різні ураження епітелію, порушується змочування рогівки. Також спостерігається зниження імунної функції та уповільнення росту.
У фармації ретинол використовують у формі ретинолу пальмітата та ретинолу ацетата.
За даними Фармакопейної статті України 1 МО вітаміну A — це біологічний еквівалент:
- 0,3 мкг чистого ретинолу
- 0,55 мкг ретинолу пальмітата
- 0,34 мкг ретинолу ацетата
- 0,6 мкг β-каротину.

## Історія відкриття
1906 року англійський біохімік Фредерік Гопкінс припустив, що крім білків, жирів і вуглеводів, їжа містить ще якісь необхідні для людського організму речовини, які він назвав «accessory food factors». 1912 року Казимир Функ запропонував назву «вітамін» — від латинських слів vita — життя, amine — амін (він помилково вважав, що всі вітаміни містять азот).
Відкриття самого вітаміну А сталося 1913 року. Дві групи дослідників, Елмер Макколлум та Маргарет Девіс з університету Вісконсин і Томас Осборн та Лафаєт Мендель з Єльського університету, незалежно одна від одної, після серії досліджень дійшли висновку, що вершкове масло й жовток курячого яйця містять якусь необхідну для нормальної життєдіяльності речовину. На їх експериментах було доведено, що миші, які харчувалися лише комбінацією казеїну, жиру, лактози, крохмалю й солі, мали запалення очей та діарею й вмирали приблизно через 60 днів. У разі додавання до раціону вершкового масла, масла з печінки тріски або яєць їх стан повертався до нормального. Це означало, що організму були потрібні не лише жири, але і якісь інші речовини. Макколлум розділив їх на два класи — «жиророзчинний фактор А» (насправді містив вітаміни А, Е і D) і «водорозчинний фактор В».
1920 року Джек Сесіль Драммонд запропонував нову номенклатуру вітамінів і після цього вітамін А отримав сучасну назву. Того ж року Хопкінс довів, що при окисненні або сильному нагріванні вітамін А руйнується.
1931 року швейцарський хімік Пауль Каррер описав хімічну структуру вітаміну А. Його досягнення було відзначено Нобелівською премією з хімії 1937 року. Гаррі Голмс і Рут Корбет кристалізували вітамін А 1937 року. 1946 року Девід Адріан ван Дорп і Йозеф Фердинанд Аренс синтезували вітамін А. 1947 року Отто Іслер розробив промисловий метод його синтезу.
Роль вітаміну А для зору пояснив біохімік Джордж Волд. За це він отримав Нобелівську премію з фізіології та медицини 1967 року.

## Фізико-хімічні властивості
Речовини групи вітаміну A є кристалічними речовинами. Вони нерозчинні у воді, але добре розчиняються в органічних розчинниках.
Ретинол окиснються киснем повітря й дуже чутливий до світла. Всі сполуки схильні до цис-транс-ізомеризації, особливо по зв'язках 11 і 13, проте окрім 11-цис-ретиналь усі подвійні зв'язки мають транс-конфігурацію.
| Сполука           | Молярна маса | Температура плавлення, °C | λмакс (етанол), нм |
| ----------------- | ------------ | ------------------------- | ------------------ |
| Ретинол           | 286,46       | 64                        | 324—325            |
| Ретиналь          | 284,45       | 61—64                     | 375                |
| Ретиноєва кислота | 300,45       | 181                       | 347                |
| Ретинолпальмітат  | 524,8        | 28—29                     | 325—328            |
| Ретинолацетат     | 328,5        | 57—58                     | 326                |

## Будова та форми

Ретинол

Ретиналь

Ретиноєва кислота

Вітамін A являє собою циклічний ненасичений спирт, що складається з β-іононового кільця й бічного ланцюга з двох залишків ізопрену та первинної спиртової групи. В організмі окиснюється до ретиналю (вітамін A-альдегід) і ретиноєвої кислоти. Депонується в печінці у вигляді ретинілпальмітату, ретинілацетату й ретинілфосфату.
У продуктах тваринного походження міститься в усіх формах, проте оскільки чистий ретинол нестабільний, то основна частина перебуває у вигляді складних ефірів ретинолу. У промисловості здебільшого випускається у вигляді пальмітату або ацетату.
У рослинах містяться провітаміни A — деякі каротиноїди. Попередниками вітаміну можуть бути дві групи структурно близьких речовин: каротини (α-, β- і γ-каротини) і ксантофілли (β-криптоксантин). Каротиноїди також є ізопреноїдними сполуками. Молекули α й γ — каротинів містять одне β-іононове кільце й після окиснення утворюють одну молекулу ретинолу, а молекула β-каротину містить два іононових кільця й з неї утворюється дві молекули ретинолу (таким чином, β-каротин має більшу біологічну активність).
М'ясоїдні тварини, такі як, наприклад, котячі через відсутність 15-15'-монооксигенази не можуть перетворити каротиноїди на ретиналь (тому для цих видів жоден з каротиноїдів не є формою вітаміну A).

## Харчові джерела
Ретинол наявний тільки в продуктах тваринного походження, особливо багато його в печінці морських риб і ссавців. Джерелом вітаміну для людини можуть бути також каротини. Вони нетоксичні у високих дозах, але не можуть повністю замінити ретинол, оскільки лише обмежена їх кількість здатна перетворитися на вітамін A. Найбільша кількість β-каротину міститься в різних сортах моркви, але його концентрація може значно змінюватись від сорту до сорту (від 8 до 25 мг на 100 г). Добрими джерелами вітаміну є червоний перець, зелена цибуля, салат, гарбуз і томати.
| Рослинні (каротиноїди) | Тваринні (ретиноїди)                                                                               |
| --- | -------------------------------------------------------------------------------------------------- |
| Зелені, червоні та жовті овочі (помідор, морква, гарбуз, солодкий перець, шпинат, броколі, зелена цибуля, зелень петрушки), бобові (соя, горох), персики, абрикоси, яблука, виноград, диня, шипшина, обліпиха, черешня | Риб'ячий жир, печінка (особливо яловича), ікра, молоко, масло, маргарин, сметана, сир, жовток яйця |

Генетично модифікований золотий рис, у зернах якого міститься велика кількість бета-каротину, є потенційним рішенням для усунення дефіциту вітаміну A. Однак поки що жоден різновид «золотого рису» не доступний для вживання в їжу.
Синтетичний ретинол (у вигляді складних ефірів) отримують з β-іонону, поступово нарощуючи ланцюжок подвійних зв'язків.

## Добова потреба
У середньому дорослому чоловікові потрібно 900 мкг (в перерахунку на чистий ретинол), а жінці 700 мкг вітаміну A на добу. Найбільший припустимий рівень споживання для дорослих — 3000 мкг на добу.
| Вікова категорія          | Норма споживання, мкг/добу              | Верхній допустимий рівень споживання, мкг/добу               |
| ------------------------- | --------------------------------------- | ------------------------------------------------------------ |
| Немовлята                 | 400 (0—6 міс.), 500 (7—12 міс.)         | 600                                                          |
| Діти                      | 300 (1—3 роки), 400 (4—8 років)         | 600 (1—3 роки), 900 (4—8 років)                              |
| Чоловіки                  | 600 (9—13 років), 900 (14 — >70 років)  | 1700 (9—13 років), 2800 (14—18 років), 3000 (19 — >70 років) |
| Жінки                     | 600 (9—13 років), 700 (14 — >70 років)  | 1700 (9—13 років), 2800 (14—18 років), 3000 (19 — >70 років) |
| Вагітні жінки             | 750 (<19 років), 770 (19 — >50 років)   | 2800 (<19 років), 3000 (19 — >50 років)                      |
| Жінки, які годують груддю | 1200 (<19 років), 1300 (19 — >50 років) | 2800 (<19 років), 3000 (19 — >50 років)                      |

## Метаболізм

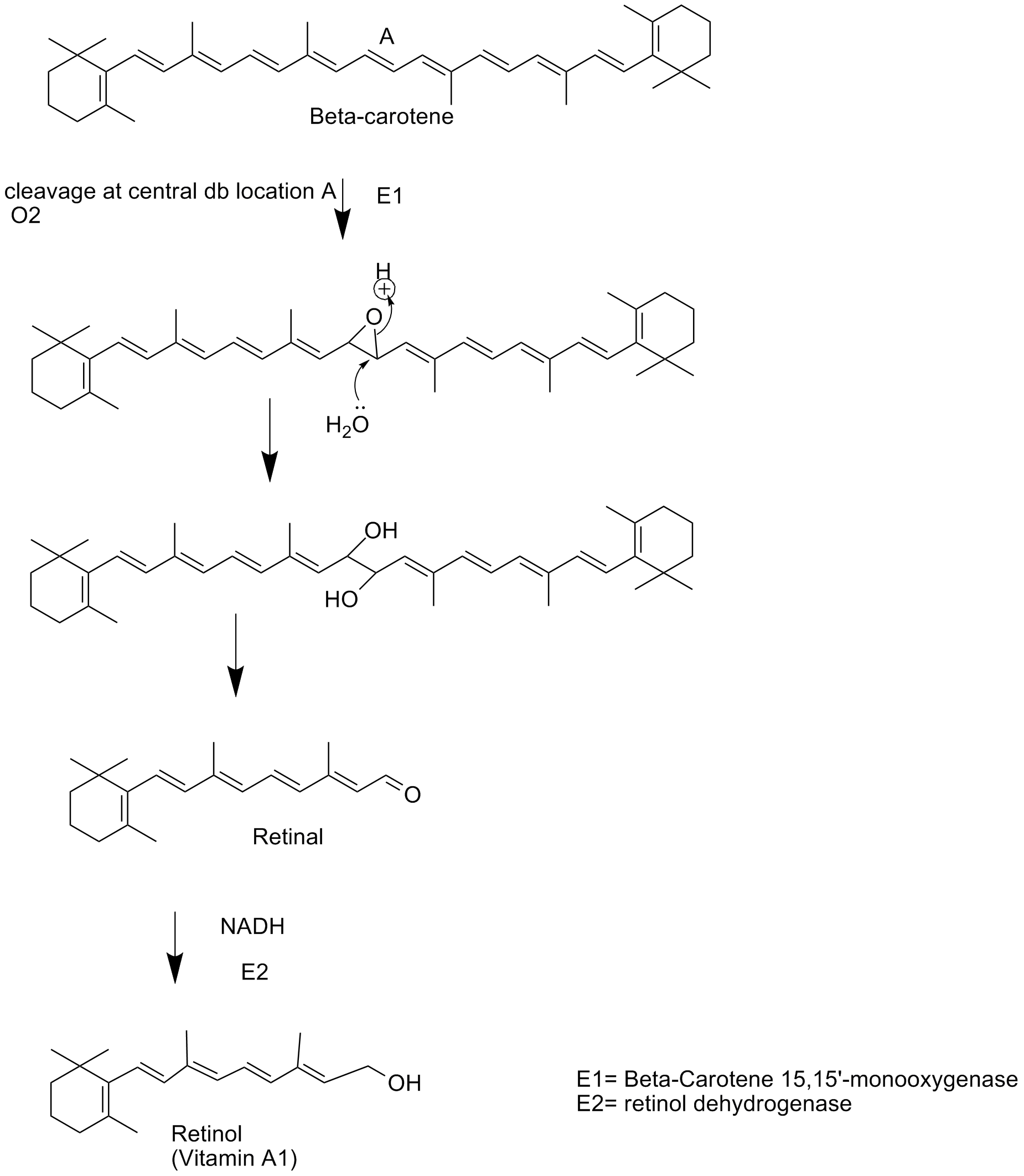
Перетворення β-каротину в ретинол

Засвоєння вітаміну A з продуктів і лікарських форм відбувається за участю особливих гідролаз (карбоксилестерази й ліпази) підшлункової залози й слизової оболонки тонкої кишки. У дітей до 6 місяців гідролази функціонують недостатньо. Для всмоктування важлива наявність достатньої кількості жирної їжі й жовчі. Всмоктування відбувається у складі міцел, потім в ентероцитах вони включаються до складу хіломікронів. Вітамін, який потрапив до клітин епітелію кишечника, знову перетворюється на естер пальмітинової кислоти і в такому вигляді надходить у лімфу, а потім — у кров. З м'язів всмоктується тільки ацетат ретинолу.
β-каротин спочатку розщеплюється 15—15'—монооксигеназою (посередині молекули) з утворенням ретиналю, а потім — редуктазою за участю коферментів NADH і NADPH. Одночасне вживання з їжею антиоксидантів перешкоджає окисненню каротину по периферичних подвійних зв'язках. Вітамін B12, підвищує активність монооксигенази. Це збільшує кількість молекул каротину, що розщеплюються по центральному зв'язку, й ефективність синтезу вітаміну A зростає в 1,5—2 рази.
У крові вітамін A з'єднується з особливим білком, що зв'язує ретинол (БСР), який синтезується в печінці. Ретиноєва кислота з'єднується з альбуміном. Білок забезпечує розчинність ретинолу, захист від окиснення й транспорт у різні тканини. Препарат, не зв'язаний із білком, токсичний. Потім утворюється комплекс (вітамін A + БСР) з'єднується ще з одним білком — транстиретином, який перешкоджає фільтрації препарату в нирках. У міру використання тканинами вітаміну A відбувається його відщеплення від вищеперелічених білків і надходження в тканини.
Головне місце накопичення вітаміну — печінка (90 %), у менших кількостях також зберігається в нирках, жировій тканині й надниркових залозах.
Надходження ретинолу до плоду через плаценту в останньому триместрі вагітності регулюється особливим механізмом, імовірно, з фетальної сторони. Надлишок вітаміну A депонується в печінці у вигляді естеру пальмітинової кислоти. Запас препарату в печінці прийнято вважати достатнім, якщо він перевищує 20 мкг/г її тканини у новонародженого і 270 мкг/г — у дорослого. Показником вмісту вітаміну A в печінці є його рівень у плазмі крові: якщо він менший 10 мкг/дл, то в людини гіповітаміноз. У доношеної дитини запасів вітаміну A вистачає на 2-3 місяці.
У клітинах органів — мішеней є особливі цитозольні рецептори, що розпізнають і зв'язують комплекс ретиноїд+білок (БСР). У сітківці ока ретинол перетворюється на ретиналь, а в печінці він піддається біотрансформації, перетворюючись спочатку в активні метаболіти (у ретиналь, а потім — у ретиноєву кислоту, яка виводиться з жовчю у вигляді глюкуронідів), а потім — у неактивні продукти, що виводяться нирками і кишечником. Потрапивши в кишечник, препарат бере участь в ентерогепатичній циркуляції. Елімінація здійснюється повільно, за 21 день з організму зникає всього 34 % введеної дози. Тому досить велика небезпека кумуляції препарату у разі повторного вживання.